# 보도지침
보도지침(報道指針)은 제5공화국 당시 문화공보부(이하 문공부)가 신문사와 방송사에 은밀히 하달한 보도에 대한 지시 사항이다. 1985년 《한국일보》 기자 김주언이 잡지 《말》에 폭로하면서 이것의 존재가 알려졌다.

## 보도 지침 방법
신문에 대한 보도 지침은 문공부 홍보정책실을 통해 일괄적으로 하달되었으며, 방송에 대한 보도 지침은 국가안전기획부와 문공부에서 직접 하달되었다. 정부는 보도 지침으로 뉴스의 내용뿐만 아니라 형식까지 구체적으로 지시하였다. 주로 민주화 운동, 대외 관계, 여론, 언론 등과 관련된 사안에 보도 지침을 내렸다. 보도 지침 이행률은 중앙지(《경향신문》, 《동아일보》, 《서울신문》, 《조선일보》, 《중앙일보》, 《한국일보》)가 평균 77.8%였으며, 그중 정부지(《경향신문》, 《서울신문》)는 평균 92.9%에 달하였다.

## 보도 지침 폭로 사건
당시 《한국일보》 기자로 재직하던 김주언은 보도 지침의 존재를 알리기 위해 1985년 10월 19일부터 1986년 8월 8일까지 10개월 동안 시달된 584개 항의 보도 지침 내용을 《한국일보》가 보관 중이던 자료철에서 복사해서 월간 잡지 《월간 말》에 넘겨주었다. 《월간 말》지는 1986년 9월 6일에 특집호 〈보도지침―권력과 언론의 음모〉를 발간하였고, 9일 천주교정의구현전국사제단과 공동으로 명동성당에서 〈보도지침 자료공개 기자회견을 하면서...〉라는 성명서를 발표하였다. 이를 통해 보도 지침의 존재가 알려지게 되었다.
12월 10일에 민주언론운동협의회 사무국장 김태홍이, 12일에 실행위원 신홍범이 남영동 대공분실로 연행되어 구속되었다. 김주언도 15일에 대공분실로 연행되었고 17일에 구속되었다. 검찰은 세 언론인을 국가보안법 위반, 외교상 기밀 누설, 국가 모독, 집회 및 시위에 관한 법률 위반을 들어 기소하였다.
종교 단체와 민주 단체 등은 항의 성명을 발표하고 석방 운동을 벌였다. 사건은 국외에도 알려 영국의 인권 단체 엠네스티와  미국의 언론 단체 언론인보호위원회도 정부에 서한을 보내고 석방을 요구하였다. 김태홍, 신홍범, 김주언은 1987년 6월 3일 집행유예로 풀려났고 1995년 12월 12일 대법원 무죄확정 판결을 받았다.

## 같이 보기
- 부천서 성고문 사건 보도 지침 내용
- 1980년 언론 통폐합
- 땡전 뉴스